# Fundo Estatal de Pensões
O Fundo Estatal de Pensões (norueguês: Statens pensjonsfond utland) é um fundo controlado pelo governo norueguês e administrado pela Norges Bank. 
Também é chamado o Oljefondet (Fundo do Petróleo), foi criado em 1990 para apoiar a considerações de longo prazo quando se elimina gradualmente as receitas do petróleo na economia norueguesa.
O objectivo deste fundo é investir partes dos lucros gerados pela extração do petróleo norueguês (sobretudo através dos impostos pagos pelas companhias petrolíferas e pelas licenças de exploração). Julga-se que as receitas do sector petrolífero tenham atingido o seu clímax e irão declinar significativamente nas próximas décadas.
O fundo foi estabelecido após uma decisão do Parlamento da Noruega para contrariar os efeitos do declínio das receitas e para amortecer os efeitos nocivos das grandes flutuações do preço do petróleo.
O fundo é administrado pelo Banco Central da Noruega. Desde 1998, o fundo petrolífero passou por um processo de fusão com outro fundo público norueguês e passou a ter autorização para investir um máximo de 50% do seu portfólio no mercado de ações internacionais.
O portfólio atingiu um de valor de 2 trilhões de coroas norueguesas (NOK) (o correspondente a 400 bilhões de dólares) no primeiro trimestre de 2008. Entretanto, a administração do Banco Central da Noruega vem sendo considerada fraca e muito criticada depois que o fundo perdeu US$ 91 bilhões em 2008 devido aos investimentos em ações de risco.
Em junho de 2015, o fundo tem um valor de 6.862 bilhões de coroas norueguesas.